# Portanus caudatus
Portanus caudatus är en insektsart som beskrevs av Delong 1982. Portanus caudatus ingår i släktet Portanus och familjen dvärgstritar. Inga underarter finns listade i Catalogue of Life.